# Varšavski barbakan
Varšavski barbakan (poljsko barbakan warszawski) je barbakan (polkrožna utrjena postojanka) v Varšavi na Poljskem in eden redkih ohranjenih ostankov kompleksne mreže zgodovinskih utrdb, ki so nekoč obdajale Varšavo. Stoji med starim in novim mestom ter je pomembna turistična atrakcija.

## Zgodovina
Barbakan je bil postavljen leta 1540 namesto starejših vrat za zaščito ulice Nowomiejska. Zasnoval ga je Jan Baptist Benečan, italijanski renesančni arhitekt, ki je živel in delal v regiji Mazovija v 16. stoletju na Poljskem in je imel ključno vlogo pri prenovi mestnega obzidja iz 14. stoletja, ki je bilo takrat že v slabem stanju. Barbakan je imel obliko tristopenjskega polkrožnega bastijona, ki so ga upravljali strelci. Od dna jarka, ki je obdajal mestno obzidje, je bil širok 14 metrov in visok 15 metrov, od zunanjega obzidja pa se je raztezal 30 metrov.
Skoraj takoj po svojem nastanku je barbakan s štirimi stolpi postal anakronizem, ki praktično ni služil nobenemu praktičnemu namenu. To je bilo v veliki meri posledica hitrega napredka topništva. V obrambi mesta je bil uporabljen le enkrat, med švedsko invazijo na Poljsko, 30. junija 1656, ko ga je morala poljska vojska poljskega kralja Ivana II. Kazimirja ponovno zavzeti od Švedov.
V 18. stoletju je bil barbakan delno razstavljen, saj je bila njegova obrambna vrednost zanemarljiva, mesto pa je imelo več koristi od večjih vrat, ki so olajšala gibanje ljudi in blaga v mesto in iz njega. V 19. stoletju so bili njegovi ostanki vključeni v novozgrajene stanovanjske stavbe (kamienica). V medvojnem obdobju, v letih 1937–1938, je Jan Zachwatowicz rekonstruiral del obzidja in zahodni del mostu, pri čemer je v procesu obnove porušil eno od novejših stavb. Vendar je pomanjkanje sredstev odložilo načrtovano popolno obnovo barbakana, invazija nacistične Nemčije na Poljsko leta 1939 pa je načrte ustavila.
Med drugo svetovno vojno, zlasti med obleganjem Varšave (1939) in Varšavsko vstajo leta 1944, je bil barbakan v veliki meri uničen, prav tako večina stavb v starem mestnem jedru. Po vojni, v letih 1952–1954, je bil obnovljen na podlagi jedkanic iz 17. stoletja, saj se je nova vlada odločila, da bi bilo ceneje obnoviti barbakan in bližnje mestno obzidje kot turistično atrakcijo kot pa obnoviti stanovanjske stavbe. Pri rekonstrukciji so bile uporabljene opeke iz zgodovinskih stavb, porušenih v mestih Nysa in Vroclav; Večina barbakana je bila obnovljena, razen dveh zunanjih vrat in najstarejšega stolpa na strani starega mestnega jedra. Trenutno je priljubljena turistična atrakcija.
Na Barbican je bila postavljena spominska plošča v spomin na 300. obletnico obleganja leta 1656 med poljsko-švedsko vojno. Danes je v stavbi na ogled razstava o obrambnem obzidju varšavskega starega mestnega jedra, ki jo je kuriral Varšavski muzej. Barbacan označuje tudi prehod iz starega mestnega jedra (Stare Miasto) v zgodovinsko novo mestno jedro (Nowe Miasto).